# Норт-Уолшем
Норт-Уолшем (англ. North Walsham) — город и приход на севере графства Норфолк (Англия). Относится к неметрополитенскому району Норт-Норфолк. На 2016 год в городе проживало 12457 человек.

## Географическое положение
Норт-Уолшем находится на железнодорожной линии между Кромером и Шерингемом. Через него проходят дороги В1150 из Нориджа и А149. Город находится в 12 км от Кромера и в 8 км от побережья Северного моря.

## История
Норт-Уолшем был англосаксонским поселением. В книге судного дня Уолшем упоминается в 1080 году. Поселение было захвачено во время набегов норвежцев и датчан, а во время правления короля Кнуда норманн по имени Скиотр (Скет) передал деревню Уолшем вместе с церковью и поместьями аббатству святого Бенета в Холме, около Хорнинга. В XII—XIV веках город вместе с близлежащей деревней Уорстед процветали благодаря ткачам из Фландрии. Они стали центрами текстильной промышленности того времени. Эти населенные пункты дали имена типам текстиля, которые они производили: «Уэлшем» — легкая ткань для летней одежды, а «Уорстед» — более тяжелая ткань.
В ходе крестьянского восстания 1381 года в сражении при Норт-Уолшеме крестьянство потерпело поражение.
В XIV веке Норт-Уолшем был центром шерстяной и текстильной промышленности, что привело к экономическому расцвету города и постройке церквей. Церковь Норт-Уолшема в честь Святого Николая была изначально посвящена Деве Марии. Она являлась одной из наикрупнейших приходских церквей Англии. В начале восемнадцатого века к церкви была добавлена башня Фомы Кентерберийский со шпилем, самым высоким в окрестностях. Она обрушилась в 1724 году. Разрушенная башня возвышается в центре города и является известной достопримечательностью местности.
25 июня 1600 года в Норт-Уолшеме был крупный пожар. Сто восемнадцать домов, семьдесят магазинов и множество других зданий были разрушены вместе с рынком. Церковь избежала большого ущерба, и она предоставила убежище горожанам, в то время как город восстанавливался.

## Население
На 2016 год население города составляло 12457 человек. Из них 47,9 % мужчин и 52,1 % женщин. Распределение по возрасту было следующим: 18,2 % младше 18 лет, 52,7 % — от 18 до 64 лет, 29,1 % — старше 65 лет. 98,5 % населения города были белыми, 0,7 % имели азиатское происхождение.
Динамика численности населения:
| 1801 | 1811 | 1821 | 1831 | 1841 | 1851 | 1881 | 1891 | 1901 | 1911 | 1921 | 1931 | 1939 | 1951 | 1961 | 2001  | 2011  | 2016  |
| ---- | ---- | ---- | ---- | ---- | ---- | ---- | ---- | ---- | ---- | ---- | ---- | ---- | ---- | ---- | ----- | ----- | ----- |
| 1959 | 2035 | 2303 | 2615 | 2655 | 2911 | 3234 | 3612 | 3981 | 4254 | 4155 | 4137 | 5177 | 4733 | 5014 | 11845 | 12463 | 12457 |